# 83

## Nașteri
- dată necunoscută: Vibia Sabina  (d. 136)